# Lakota, Iowa
Lakota là một thành phố thuộc quận Kossuth, tiểu bang Iowa, Hoa Kỳ. Năm 2010, dân số của thành phố này là 255 người.

## Dân số
Dân số qua các năm:
- Năm 2000: 255 người.
- Năm 2010: 255 người.